# El oscuro pasajero
El oscuro pasajero es una novela escrita por Jeff Lindsay en la que se basó la serie de televisión Dexter.

## Resumen
El protagonista de la novela, Dexter Morgan, es un joven que trabaja para el Departamento de Policía de Miami como forense especializado en sangre. En su tiempo libre, Dexter es un asesino en serie con una regla o código: sólo mata a asesinos que han escapado de la justicia.
Dexter tiene una voz interior que le anima a matar, a la que él llama "el oscuro pasajero". Una vez que lo ha hecho "correctamente", la voz queda satisfecha por un tiempo, manteniéndose en silencio hasta que el impulso de matar regresa.
Dexter ha mantenido una doble vida con prudencia durante muchos años, un trabajo, una casa, una novia, pero comete una serie de imprudencias cuando un asesino en serie con un artístico y lúdico estilo que impresiona al protagonista empieza a aterrorizar a Miami. El asesino envía mensajes a Dexter, quien considera la serie de crímenes fascinantes y comienza a sentirse atraído para saber con qué ingenio este asesino comete dichos crímenes ya que él piensa cómo no se le pudo haber ocurrido.
Mientras tanto, su hermana, Deborah, cree que esos asesinatos en serie son su pasaporte a la unidad de homicidios, y pide a Dexter ayuda para ver cumplido su deseo. Nuestro protagonista está ante la disyuntiva de ayudar a su hermana a capturar al asesino y el deseo de admirar el arte y la habilidad del mismo.
- Datos: Q840125